# ITU World Triathlon Stockholm
ITU World Triathlon Stockholm är en av åtta VM-deltävlingar i Triathlon, arrangerad av International Triathlon Union. Tävlingen arrangerades för första gången 2012 och 2013 pågick den mellan 24 och 25 augusti. 
Vinnare i damklassen 2012 var den svenska Bragdguld- och Jerringprisvinnaren Lisa Nordén.

## Motionstävlingen
Utöver en VM-deltävling är World Triathlon Stockholm också en stor motionsstävling. 2012 startade över 3 000 personer vilket gör World Triathlon Stockholm till Sveriges största triathlontävling. 

## Distanserna
I World Triathlon Stockholm tävlar eliten på Olympisk distans. Motionärer kan tävla på olympisk distans, sprintdistans eller ungdomsdistans. Alla distanser kan även utföras som stafett där en deltagare tävlar per gren.
- Olympisk distans - 1500m simning, 40km cykling, 10km löpning
- Sprintdistans - 750m simning, 20km cykling, 5km löpning
- Ungdom - 400m simning, 10km cykling, 2,5km löpning

## Banan för motionärer
- Simning - Tävlingen för motionärer startar vid Norrmälarstrand där även växlingsområdet ligger. I olika startgrupper kastar sig de tävlande i vattnet för att simma antingen 750 eller 1500 meter.
- Cykling - Cyklingen sker runt Riddarfjärden, längs med Södermälarstrand och över Västerbron. Motionärerna får olika vändpunkter beroende på vilken distans de tävlar i.
- Löpning - Från växlingsområdet går löparbanan genom Gamla Stan. De tävlande går sedan i mål vid Slottsbacken.